# بزدیز (ناحیه تشسکا لیپا)
بزدیز (به چکی: Bezděz) یک منطقهٔ مسکونی در جمهوری چک است که در ناحیه تشسکا لیپا واقع شده‌است.